# Buhiga
Buhiga è un comune del Burundi situato nella provincia di Karuzi con 71.474 abitanti (censimento 2008).

## Geografia antropica

### Suddivisioni amministrative
Il comune è suddiviso in 28 colline.